# Șcheia (Suceava)
Șcheia es una comuna ubicada en el distrito de Suceava, Rumania.

## Superficie
Posee una superficie de 58,30 kilómetros cuadrados.

## Demografía
Hasta 2021 la población era de 12 792 habitantes, con una densidad de población de 219,4 habitantes por kilómetro cuadrado.